# 40775 Kalafina
40775 Kalafina este o planetă minoră (asteroid), cu un diametru de 7,473 km, din centura de asteroizi. A fost descoperită pe 5 octombrie 1999 la Goodricke-Pigott Observatory⁠(d) de Roy A. Tucker⁠(d) și a fost numită după Kalafina⁠(d). 
Obiectul prezintă o orbită caracterizată de o semiaxă mare de 2,7281036924949 UAi, o excentricitate de 0,06, o înclinație de 1,2 ° în raport cu ecliptica.